# Metagonia potiguar
Espèce
Metagonia potiguar est une espèce d'araignées aranéomorphes de la famille des Pholcidae.

## Distribution
Cette espèce est endémique du Rio Grande do Norte au Brésil. Elle a été découverte dans la grotte Gruta do Vale à Felipe Guerra.

## Description
Le mâle holotype mesure 2,5 mm et femelle paratype 2,2 mm.

## Publication originale
- Ferreira, Souza, Machado & Brescovit, 2011 : Description of a new Eukoenenia (Palpigradi: Eukoeneniidae) and Metagonia (Araneae: Pholcidae) from Brazilian caves, with notes on their ecological interactions. Journal of Arachnology, vol. 39,no 3, p. 409-419 (texte intégral).